# Устав Србије из 1990.
Устав Републике Србије усвојен је у Скупштини СР Србије 28. септембра 1990, након одржаног референдума.

## Главне измене
Овим уставом избачен је из имена Републике Србије префикс „социјалистичка“, а покрајини Косово враћен је стари назив Косово и Метохија.
Уз то, Устав је дефинитивно одузео покрајинама у саставу Србије (Војводина, Косово и Метохија) све елементе државности и потврдио одлуку републичког парламента из 1989. године
По Уставу, Председник Републике је, уз Народну скупштину највиша власт у земљи. Он предлаже Скупштини мандатара за састав Владе. Мандат председника траје пет година. Скупштина Србије има мандат четири године, и у њеном саставу је 250 народних посланика. Они се, као и Председник Републике, бирају на слободним, непосредним и тајним изборима.
Влада је директно одговорна Скупштини, која са најмање 126 посланика може изабрати Владу.

## Критика
Адвокат Срђа Поповић је сматрао да је доношењем овог Устава Милошевић Србију практично издвојио из уставно-правног поретка СФРЈ, преневши јој надлежности које, по савезном Уставу, није смела да има.
Устав из 1990. године престао је да важи 8. новембра 2006, када је Народна скупштина Републике Србије прогласила нови Устав, донесен као одговор на нове околности (распад Државне заједнице СЦГ и осамостаљење Србије, очување територијалног интегритета државе итд.). Изгласавању новог Устава претходио је референдум 28. и 29. октобра 2006. када су грађани Србије већином гласали за доношење новог највишег правног акта.